# Slama
Slama u širem smislu predstavlja suhe stabljike svih ratarskih kultura a u strogom smislu samo osušene stabljike žitarica (pšenica, raž, ječam...).
Sijeno se za razliku od slame proizvodi uglavnom od trava, ili i npr. djeteline, koje se nakon košnje osuši. Sijeno se uglavnom koristi kao stočna hrana.
Slama se uglavnom koristi u stajama za domaće životinje, kao biogorivo, građevinski materijal, ili kao materijal za izradu kućnih ukrasnih predmeta.
U prošlosti je služila i kao punjenje za madrace.